# Gutenberg-Jahrbuch

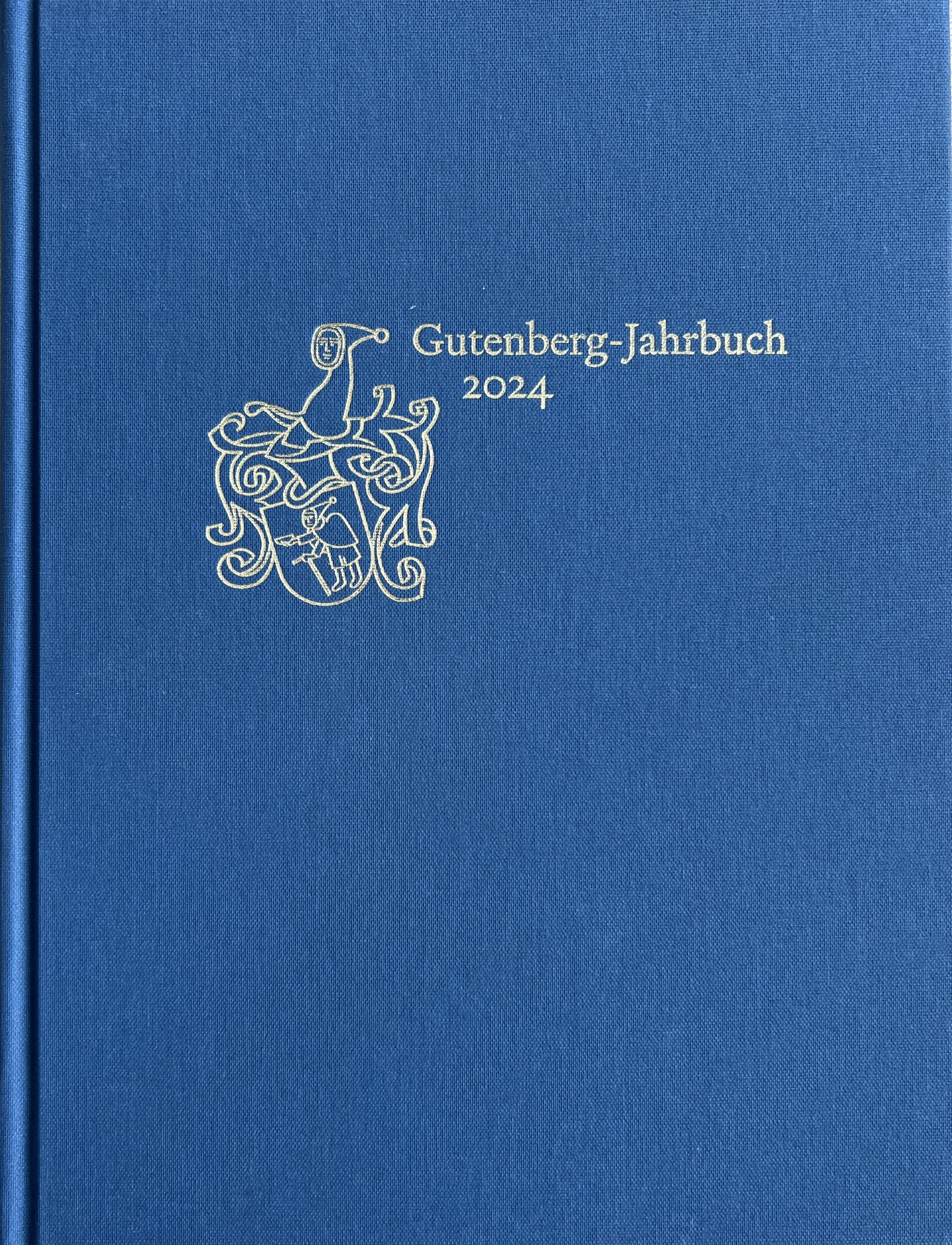
Gutenberg-Jahrbuch 2024

Das Gutenberg-Jahrbuch gilt als eines der wichtigsten Periodika zur Buchdruckgeschichte und Buchwissenschaft. Seit 1926 wird das Jahrbuch von der Gutenberg-Gesellschaft in Mainz, damals unter Aloys Ruppel, herausgegeben.
Es erscheint jährlich zum Johannisfest im Juni, anlässlich der Mitgliederversammlung der Gutenberg-Gesellschaft. Die Beiträge werden in deutscher, englischer, gelegentlich auch in französischer, italienischer, spanischer und lateinischer Sprache veröffentlicht. Verantwortlich für die Herausgabe ist der jeweilige Leiter des Instituts für Buchwissenschaft an der Universität Mainz: 1947–1968 Aloys Ruppel, 1969–1975 Hans Widmann, 1976–1991 Hans Joachim Koppitz, 1992–2022 Stephan Füssel, seit 2023 Gerhard Lauer zusammen mit Philip Ajouri, Julia Bangert und Nikolaus Weichselbaumer.
Das Jahrbuch befasst sich schwerpunktmäßig mit dem Frühdruck und der Erforschung von Leben und Werk des Johannes Gutenberg. Daneben enthält es Beiträge zur Geschichte des Buchdrucks, des Bibliothekswesens, des Buchhandels, des Verlagswesens, der Schrift, sowie zu Setz- und Druckverfahren, Buchillustration, Bucheinband, Zeitungs- und Pressewesen und zu Entwicklungen in den Neuen Medien und der Typografie.
Das Gutenberg-Jahrbuch war eines der wenigen Periodika, die in der Zeit des Nationalsozialismus unzensiert und durchgehend erscheinen durften, obwohl es einen „internationalen“ Anspruch hatte. Geschuldet war dies bei Betonung der deutschen Druckkunst und ihrer deutschen Erfindung zum einen einer „neutralen“ Darstellung, die sich an keiner Ideologie rieb, zum anderen einer subtilen Selbstzensur. Bis heute gibt es keine Publikation, die sich mit der Rolle der Gutenberg-Gesellschaft und dem Erscheinen dieses ihres Mitgliedsperiodikums im Nationalsozialismus kritisch auseinandergesetzt hätte.